# Província de Jülich-Clèveris-Berg
La Província de Jülich-Clèveris-Berg (en alemany: Provinz Jülich-Kleve-Berg) va ser una província del Regne de Prússia entre 1815 i 1822. La província va ser principalment construïda a partir dels territoris dels anteriors Ducats Units de Jülich-Clèveris-Berg. La seva capital era la ciutat de Colònia.

## Història
Després de les guerres napoleòniques, el Congrés de Viena va retornar el ducat de Cléveris al regne de Prússia, que va combinar aquests territoris amb altres terres renanes recuperades de França (els Gueldres prussians i el principat de Moers) i altres territoris renans obtinguts a Viena —l'antic ducat de Jülich i el comtat de Berg juntament amb altres parts de l'Electorat de Colònia, la Ciutat Hanseàtica Lliure de Colònia i altres petits territoris.
El 30 d'abril del 1815, les autoritats prussianes van reorganitzar els estats del regne en 10 províncies mitjançant el Verordnung wegen verbesserter Einrichtung der Provinzialbehörden (en català, Regulació per l'establiment de millors autoritats provincials), de les quals Jülich-Clèveris-Berg va ser una d'elles. El govern provincial va ser assentat a Colònia, sent la província subdividida en els Bezirker (districtes) de Düsseldorf, Clèveris i Colònia des del 22 d'abril de 1816. El president provincial va ser Frederic, comte de Solms-Laubach.
El 22 de juny de 1822, una ordre del gabinet prussià (en alemany: Kabinettsordre) va unir la província amb la província del Gran Ducat del Baix Rin, amb seu administrativa en Coblenza, per formar la Província del Rin. Lingüísticament aquests territoris, excepte Colònia, pertanyien als dialectes holandesos gueldres i limburguès. Després de l'annexió per Prússia, van ser forçats a germanitzar-se.